# لورتا دورمن
لورتا دورمن (انگلیسی: Loretta Dorman؛ زادهٔ ۲۳ ژوئیهٔ ۱۹۶۳) بازیکن هاکی روی چمن اهل استرالیا بود.